# Heavy-current
Heavy-Current ist ein in Bielefeld ansässiges Musikprojekt, das 1999 gegründet wurde. Sie bezeichnen ihren Stil als Synth Rock, eine Mischung aus aktueller Elektronik und Alternative Rock.

## Geschichte
Heavy-Current, von Jan Weisbrod 1999 als Elektro-Projekt gegründet, beschreiben ihren Stil nun jedoch als Synth Rock, welcher sich aus Elementen der elektronischen Musik und der Rock-Musik definiert. Heavy-Current nutzen Musik als Sprachrohr um ihren Standpunkt über den Menschen, seine Fehler, Ängste und seinem Schicksal darzubieten. Das Debüt Smashed World ermöglichte Heavy-Current einige Festival-Auftritte, unter anderem auf der Tierra Electrica ′99, mit Hocico, K.I.F.O.T.H. und Culture Kultüre, oder für E-Craft.
Mit money-pulated begann 2000 ein neuer Abschnitt in der Geschichte der Band – die Lieder wurden tanzbarer und experimenteller. Mit dieser CD traten sie auf diversen Festivals auf, wie zum Beispiel das „1. Fanzelten“ oder beim „Benefizfestival zu Gunsten der Flutopfer“ im Dresdner Bunker. Im Herbst 2002 folgte die EP firestorm, welche vom Bombenangriff auf Dresden 1945 handelt.
2003 traten sie mit Kirlian Camera, KiEw und Das Ich auf. Auf dem aktuellen Konzeptalbum the-cage-compl-X, welches bei Radio Eins Live vorgestellt wurde, präsentieren sich Heavy-Current in den 12 Titeln tanzbar und eingängig. the-cage-compl-X ist das Resultat von Soundexperimenten und verschiedenen Einflüssen der Electro-Szene.
Seit 2004 gibt es mit Micha (Gitarre), Nook (Schlagzeug) und Steve (Keyboard, Gesang) eine komplett neue Besetzung bei Heavy-Current. Zusammen spielten sie u. a. mit The Last Dance und auf dem Secret-Garden-Festival 2005, wo das Material für die neue DVD gedreht wurde.
Am 15. September 2006 erscheint das von Erik Grösch produzierte Album Edacious. Engagements auf Festivals folgten mit Bands wie Apoptygma Berzerk, XPQ-21, Joachim Witt und Scream Silence. Zu DBN, einem Song vom Album wurde ein Musikvideo gedreht, welches im TV in Kanada gezeigt wurde.
Zu der selbstproduzierten EP Ratrace wurde ebenfalls ein Musikvideo produziert. Beides erschien am 12. September 2008 und stellt die Nahtstelle zum kommenden Album dar. Ab diesem Zeitpunkt sind Heavy-Current ein Trio, bestehend aus Nook, Felix und Jan.
Am 20. März 2009 veröffentlichten Heavy-Current das Album Push The Fire. Sie starten eine Konzertreihe mit Bands wie Letzte Instanz, Diary of Dreams und Project Pitchfork durch Deutschland, Schweiz und Österreich.

## Stil
Heavy-Current spielen Synth Rock mit eingängigen Refrains, ausgeprägten Gitarren- und Schlagzeugspiel, derweil der Einsatz des Synthesizers, der mit „elektronischen Soundflächen für die Melodik und das Gerüst der Songs sorgen“.

## Diskografie
EPs
- 1999: Smashed World
- 2002: Firestorm
- 2005: the-cage-compl-X 2005
- 2008: Ratrace (Download, Sonorium)
- 2008: Ratrace (nicht reguläre, limitierte Tour-Edition, Sonorium)

Alben
- 2002: money-pulated
- 2004: the-cage-compl-X
- 2005: heavy-current 2005 Live (DVD&CD)
- 2006: Edacious (Sonorium)
- 2009: Push the Fire (Poisonic)